# Guadalupe Porras Ayuso

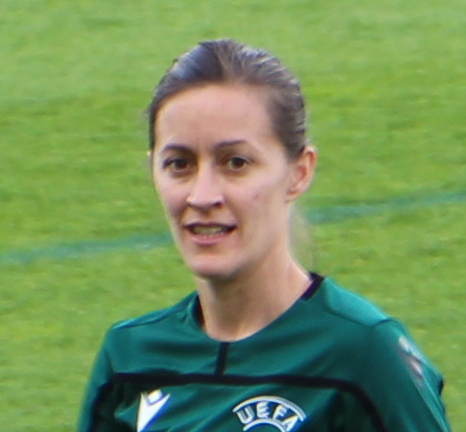
Guadalupe Porras Ayuso (2022)

Guadalupe Porras Ayuso (* 1987 in Badajoz) ist eine spanische Fußballschiedsrichterassistentin.
Im Alter von 16 Jahren begann Porras Ayuso als Schiedsrichterin.
Seit 2014 steht sie auf der Liste der FIFA-Schiedsrichter.
Ayuso ist seit der Saison 2014/15 als Schiedsrichterassistentin in der UEFA Women’s Champions League im Einsatz.
Im August 2019 war Ayuso als erste weibliche Schiedsrichterassistentin überhaupt in der Primera División im Einsatz.
Ayuso war Schiedsrichterassistentin bei der Fußball-Europameisterschaft der Frauen 2022 in England (im Schiedsrichtergespann von Marta Huerta de Aza).
Am 7. September 2022 war Ayuso als erste weibliche Schiedsrichterassistentin überhaupt in der UEFA Champions League im Einsatz, im Schiedsrichtergespann von Carlos del Cerro Grande im Spiel zwischen SSC Napoli und Liverpool FC, sowie am 7. Juni 2023 auch im Finale der Europa Conference League 2022/23 zwischen AC Florenz und West Ham United.
Am 25. Februar 2024 erlitt Ayuso, im Zuge des Ligaspiels zwischen Betis Sevilla und Athletic Bilbao, eine Verletzung. In der ersten Halbzeit stieß sie mit einer Kamera zusammen. Sie erlitt Schnittverletzungen, aufgrund welcher sie nicht mehr an der Partie teilnehmen konnte und ins Krankenhaus eingeliefert werden musste. Am 29. März nahm Ayuso wieder als Schiedsrichterassistentin an einem Spiel (FC Cádiz gegen FC Granada) teil. Sie teilte im Zuge dessen mit, dass sie in psychologischer Betreuung ist und die Wunde mit 25 Stichen genäht wurde.